# Cimitero ebraico di Telč
Il cimitero ebraico di Telč (in ceco Židovský hřbitov v Telči) si trova nella parte sud orientale dell'omonimo comune del Distretto di Jihlava nella Regione di Vysočina, Repubblica Ceca. Il cimitero ebraico è stato edificato nel XIX secolo in sostituzione di un cimitero più antico risalente al 1551 che si trovava a circa 6 km a sud di Telč nel villaggio di Velký Pěčín. I cimiteri ebraici vicini a Telč e  a Velké Pěčín rivestono una grande importanza come testimonianza della vita nella comunità ebraica locale che vanta una storia plurisecolare.

## Storia

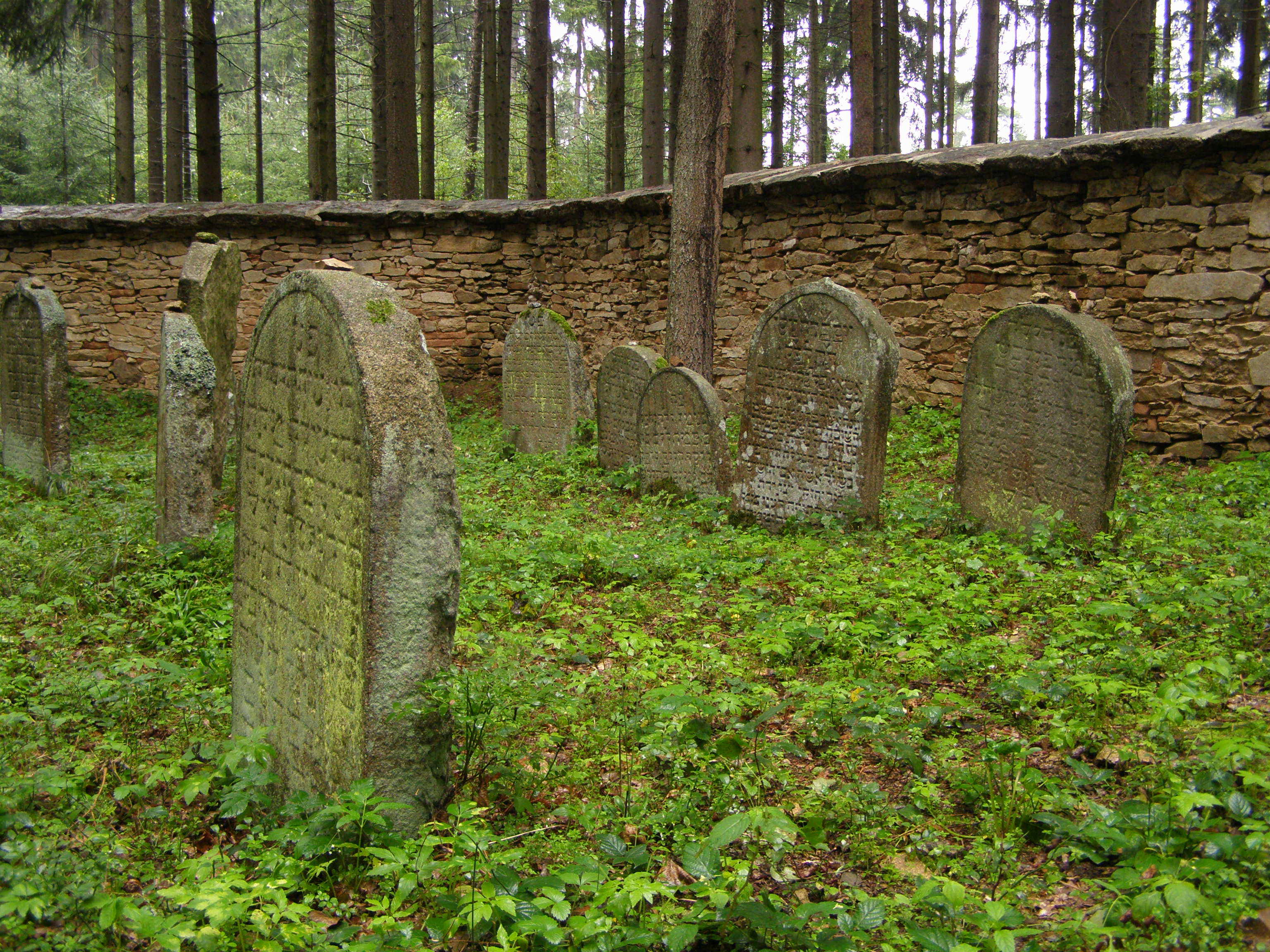
Vecchio cimitero ebraico nel villaggio di Velký Pěčín, territorio di Dačice, Il cimitero non è più in uso ma è un monumento storico tutelato

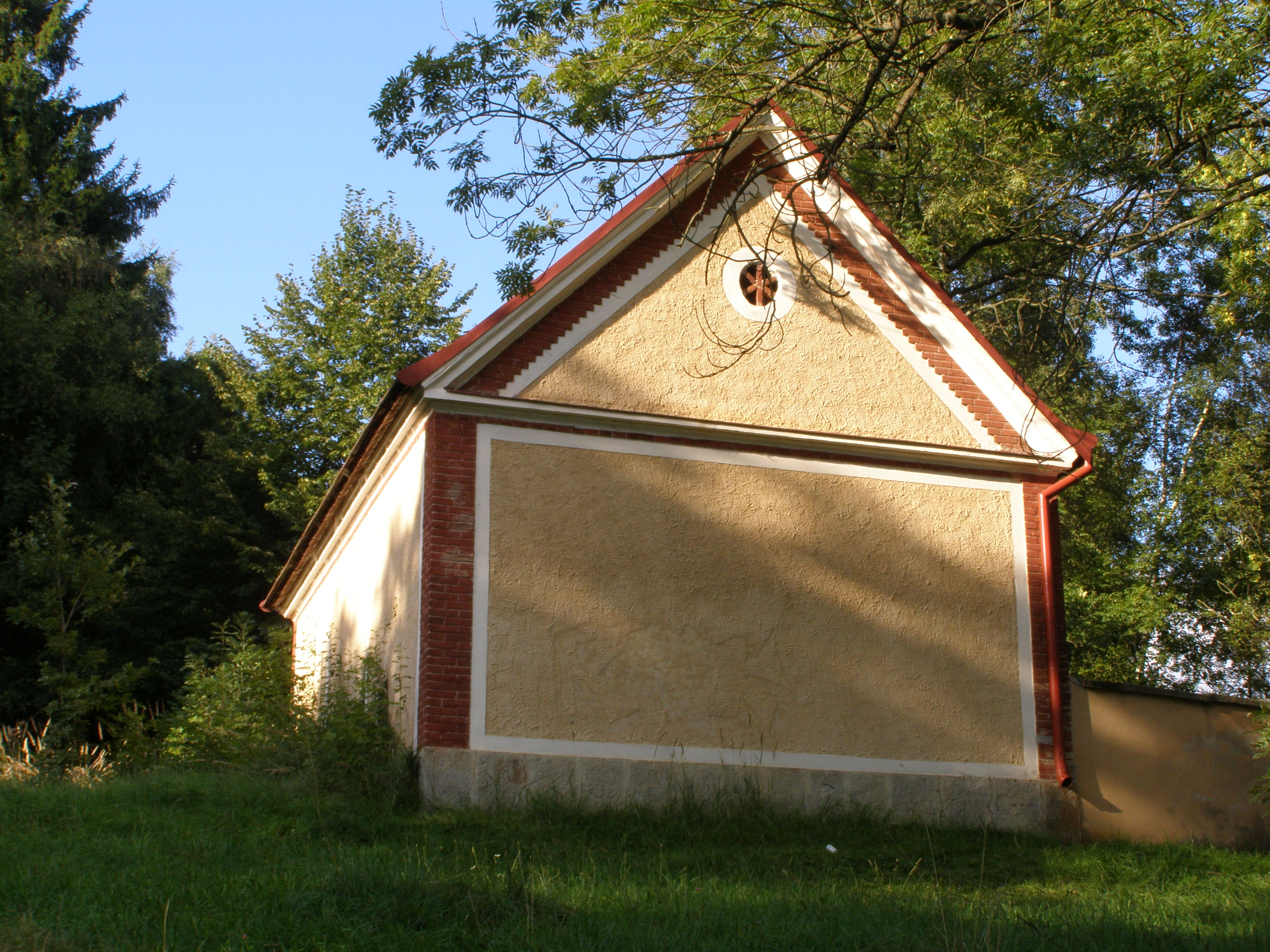
Sala cerimoniale, utilizzata per i servizi della Chiesa avventista del settimo giorno

Il cimitero della comunità ebraica a Telč fu costruito negli anni tra il 1879 e il 1880. Fino a quel momento gli ebrei di Telč e di altre piccole comunità ebraiche circostanti utilizzavano il cimitero nel bosco vicino a Velké Pečín. Durante e dopo la seconda guerra mondiale il cimitero fu più volte devastato e viene aperto solo in occasione dei riti funebri e in altre rare occasioni. Per molto tempo gli ebrei di Telč furono sepolti in un luogo lontano dalla città. Il vecchio cimitero ebraico, che risale al 1551, si trova a circa 6 km a sud di Telč nel villaggio di Velký Pěčín, che in precedenza era di proprietà dell'ospedale municipale di Telč mentre poi amministrativamente è entrato nel territorio di Dačice, nella Boemia Meridionale, mentre Telč rientra nel territorio della Regione di Vysočina. La sinagoga della comunità fu costruita nel 1904 a ridosso delle mura nel cortile di una casa del quartiere ebraico. Dai documenti dell'inizio del XX secolo risulta che il numero degli ebrei a Telč era più alto di quanti erano stati registrati in precedenza secondo i dati desunti dai documenti sul vecchio cimitero vicino a Velké Pěčín. Nel 1910 erano immigrate a Telč 120 nuove famiglie di ebrei inoltre nel cimitero furono sepolti anche gli ebrei provenienti da zone più lontane e non residenti a Telč.

## Descrizione

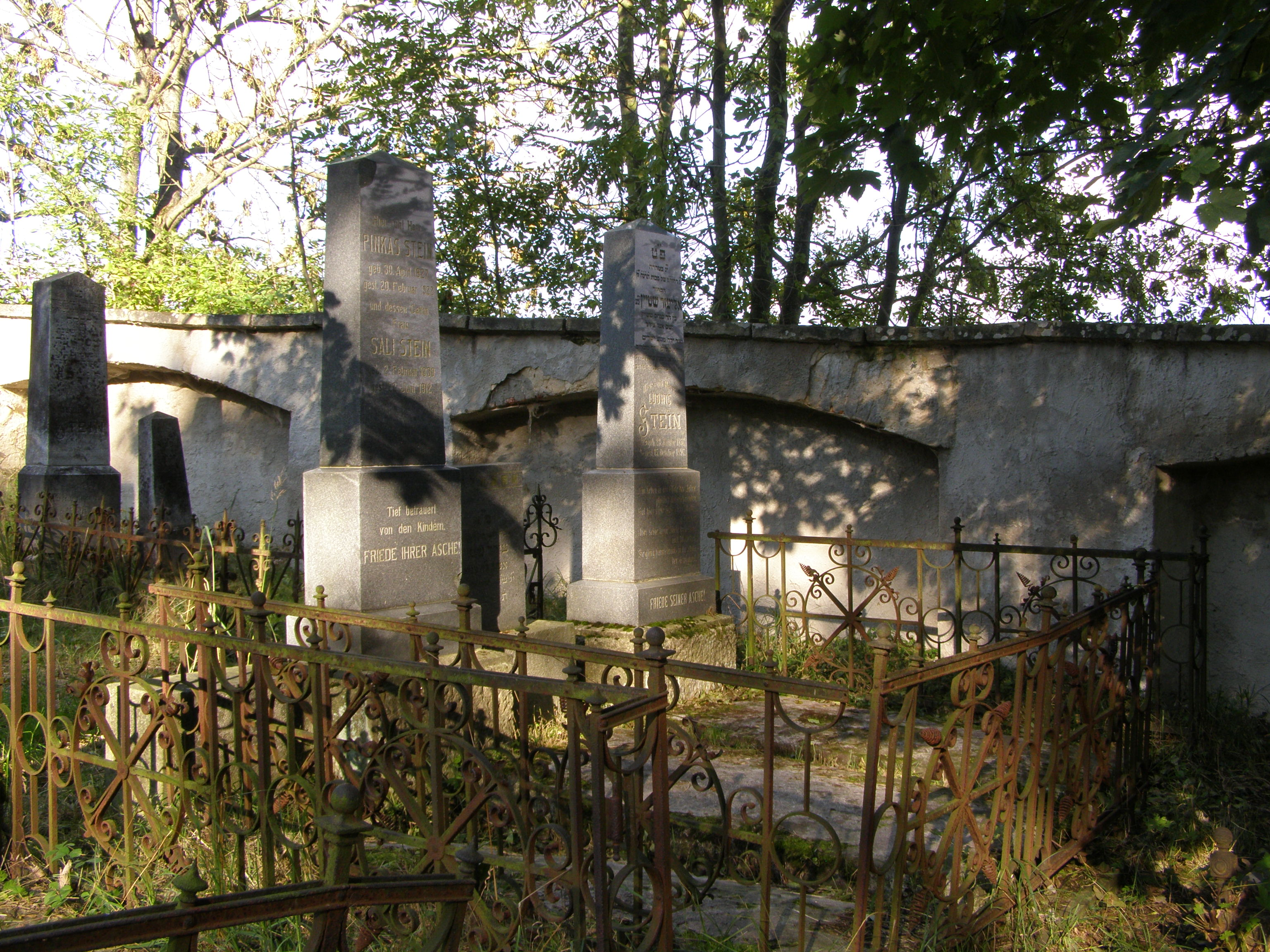
Particolare del campo del cimitero

Il cimitero ebraico si trova nella parte sud orientale del comune di Telč nella Regione di Vysočina, Repubblica Ceca. L'area, nel quartiere ebraico, ha una superficie di 2800 m2 con molte tombe vuote ed è circondata da un alto muro. Nel sito si conservano circa 200 lapidi moderne con iscrizioni ebraiche, tedesche e ceche. La sala cerimoniale è utilizzata per i servizi della Chiesa cristiana avventista del settimo giorno. Le lapidi sono disposte in direzione est ovest su cinque file e molti spazi sono vuoti. Una caratteristica peculiare ed inusuale di questo cimitero ebraico è l'area dedicata ai bambini. Le tombe dei bambini sono artisticamente decorate come quelle degli adulti, cosa non abituale nella comunità ebraica. Ad esempio è presente la tomba di David Richard Broch morto ad 1 anno nel 1881 decorata con una stella di David. Qui sono sepolti anche i figli dei profughi galiziani della prima guerra mondiale. Le lapidi di due ragazzi della Galizia sono decorate con una Menorah, il simbolo di un candelabro che simboleggia i sette giorni della creazione e i 7 pianeti. La Menorah che veniva usata tradizionalmente per decorare le lapidi delle donne nell'Europa orientale. Come in altri cimiteri ebraici anche a Telč si trovano lapidi di eruditi. In passato la comunità ebraica locale non aveva un rabbino ma il cimitero accoglie le spoglie di studiosi che avevano conseguito l'educazione rabbinica come lo studioso della Tōrāh Aharon Löwy e lo studioso Josef Weisel originario di Třeště e morto a 94 anni. Una caratteristica legata alle iscrizioni sulle lapidi riguarda la lingua usata nelle incisioni, per lo più all'inizio si combinavano ebraico e tedesco mentre a partire dal 1894 si comincia ad utilizzare anche il ceco; la lapide di Mindl Elemína Frischer, del 1910, utilizza tedesco, ebraico e ceco contemporaneamente. Poiché molti ebrei morirono durante la seconda guerra mondiale nei campi di concentramento le iscrizioni sulle lapidi citano le famiglie delle persone scomparse in quei luoghi e mai riportate in patria, e si possono leggere così i cognomi Stein, Schulz, Perner, Klein, Spitzer, Böhm e Fürcht. Come già ricordato nel cimitero ebraico di Telč vi sono lapidi di persone che non sono né nate né morte a Telč, e in qualche caso si tratta di personalità di rilievo per la cittadina e per l'intero Paese. Il primo caso è quello di Henry Hahn, i cui antenati vissero a Telč nel XIX e XX secolo. Hahn ha trascorso la sua infanzia a Telč fino al 1940 poi emigrò negli Stati Uniti con la famiglia dove si affermò come specialista nel campo della metallurgia e lavorò anche per la NASA. Fu anche un noto filatelico e morì negli Stati Uniti nel 2007. Il secondo caso riguarda Rita Klímová. Sulla sua lapide sono riportati solo il nome, il cognome e gli anni dal 1931 al 1995. Fu una dissidente, legata alla Rivoluzione di velluto moglie di Zdenek Mlynář e dal 1989 ambasciatrice negli Stati Uniti. Vi sono poi casi nei quali molti ebrei residenti a Telč e nei suoi dintorni, a causa di varie circostanze, vennero sepolti altrove. Tra questi il pittore František Mořic Nagl di Kostelní Myslová morto nell'ottobre 1944 ad Auschwitz.